# Ладынина, Марина Алексеевна
Мари́на Алексе́евна Лады́нина (11 [24] июня 1908, Скотинино, Смоленская губерния, Российская империя — 10 марта 2003, Москва, Россия) — советская актриса. Народная артистка СССР (1950). Лауреат пяти Сталинских премий (1941, 1942, 1946, 1948, 1951).

## Биография
Марина Ладынина родилась 11 (24) июня 1908 года в селе Скотинино Смоленской губернии в крестьянской семье Алексея Дмитриевича (1879—1955) и Марии Наумовны (1889—1971) Ладыниных. Вскоре вместе с родителями переехала в село Назарово Енисейской губернии. Алексей Дмитриевич имел три класса образования, а мать, Мария Наумовна, была неграмотной. В семье было четверо детей, Марина была старшей.
С ранних лет начала проявлять интерес к книгам и сцене. Читала и с большим удовольствием пересказывала прочитанное своим друзьям. В школьном самодеятельном театре была суфлёром. Училась в педагогическом классе школы в Ачинске, нередко подменяла актёров в Ачинском городском театре. После окончания школы, когда ей ещё не было шестнадцати лет, стала сельской учительницей — сначала в селе Назарово и деревне Усть-Берёзовка Сибирского края, а потом в одном из сёл Смоленской губернии. Там, по стечению обстоятельств, познакомилась с артистом Театра им. Вс. Мейерхольда С. С. Фадеевым, который подарил ей книгу К. С. Станиславского и посоветовал поступать в ГИТИС.
В 1929 году приехала в Москву и с первой же попытки поступила в ГИТИС. В студенческие годы впервые снялась в эпизоде кинофильма у режиссёра Ю. А. Желябужского.
На втором курсе обучения института проходила стажировку во МХАТе им. М. Горького.
В 1933 году, окончив ГИТИС, была принята в труппу МХАТа им. М. Горького и прослужила в нём до 1935 года. Сама актриса рассказывала, что режиссёр К. С. Станиславский сказал ей тогда: «Недостатки свои знаете? При вашем росте у вас чересчур длинные руки!», и она поняла, почему ей некуда девать руки на сцене.
В 1934 году, во время съёмок фильма «Вражьи тропы», познакомилась с режиссёром И. А. Пырьевым. В 1936 году они поженились.
В 1935—1945 годах — актриса киностудии «Мосфильм». Среди самых знаменитых киноработ — «Трактористы», «Свинарка и пастух», «В 6 часов вечера после войны», «Кубанские казаки».
С 1945 по 1994 годы периодически выходила на сцену Театра-студии киноактёра (ныне — Государственный театр киноактёра), выступала с концертами и творческими вечерами по городам и весям Советского Союза.
В 1954 году вышел на экраны фильм «Испытание верности», после чего брак Ладыниной и Пырьева распался. После этого актриса практически не снималась. Лишь в 1965 году она снялась в телевизионном фильме «Люди остаются людьми» по роману Ю. Е. Пиляра, но фильм на экраны не вышел.
В 1963—1967 годах — заместитель председателя цехкома секции киноактёров Театра-студии киноактёра.

### Последние годы

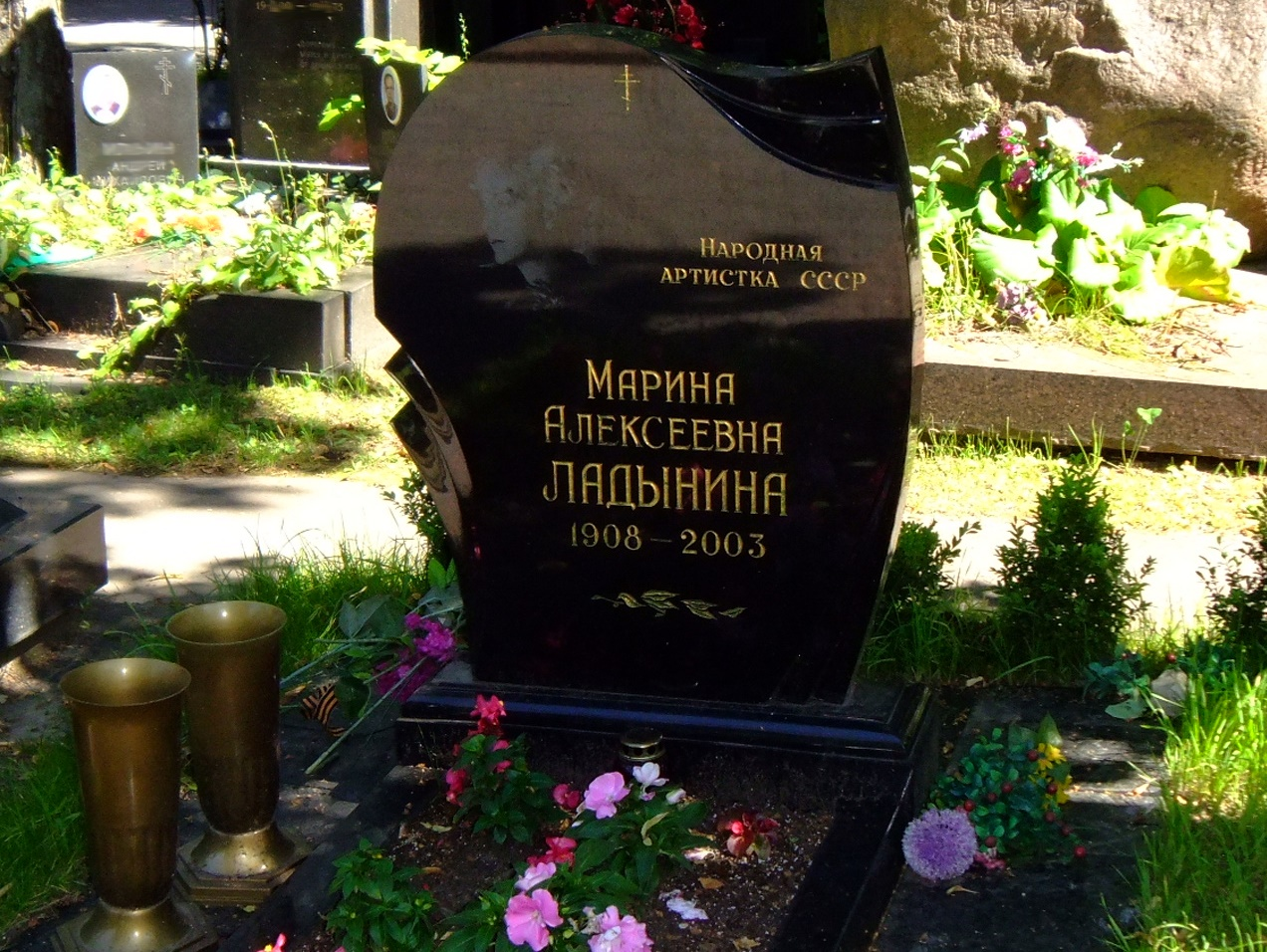
Могила Марины Ладыниной на Новодевичьем кладбище Москвы

Последние десять лет жила затворницей и практически ни с кем не общалась. Иногда к актрисе приходила Н. И. Ельцина, которая долгие годы заботилась о ней. Она несколько раз устраивала актрису в больницы, отправляла в санатории, помогала деньгами.
Марина Ладынина скончалась 10 марта 2003 года на 95-м году жизни в Москве. По официальной версии, Ладынина скончалась от сердечной недостаточности, но в больницу поступила с переломом шейки бедра. 5 марта 2003 года она поскользнулась в ванной комнате и пролежала без сознания целый день. Домработница обнаружила её лишь вечером. Врачи сделали всё, чтобы спасти актрису, но её сердце не выдержало нагрузки.
Похоронена на 5-м участке Новодевичьего кладбища.

### Семья
Брат и сёстры: Анатолий, Валентина (1914—1984) и Клавдия.
Первый муж — Иван Любезнов (1909—1988), актёр; народный артист СССР (1970). Впоследствии — муж Валентины, младшей сестры Ладыниной.
Второй муж — Иван Пырьев (1901—1968), кинорежиссёр, сценарист; народный артист СССР (1948).
Сын — Андрей Ладынин (1938—2011), кинорежиссёр. Внук — Иван Ладынин (род. 1972), историк, египтолог.

## Творчество

### Роли в театре
МХАТ
- 1934 — «Егор Булычов и другие» М. Горького — Монашка Таисия

Театр-студия киноактёра
- «Варвары» М. Горького — Богаевская
- «Русские люди» К. М. Симонова — Мария Николаевна

### Фильмография
| Год  |     | Название                     | Роль                                                                |
| ---- | --- | ---------------------------- | ------------------------------------------------------------------- |
| 1929 | ф   | В город входить нельзя       | эпизодическая роль                                                  |
| 1932 | ф   | Просперити                   | слепая цветочница                                                   |
| 1935 | ф   | Вражьи тропы                 | Линка (Елена Яновна Дроздова), учительница                          |
| 1936 | ф   | Застава у Чёртого брода      | Варенька                                                            |
| 1937 | ф   | Богатая невеста              | Маринка Лукаш, внучка деда Наума, колхозная ударница                |
| 1939 | ф   | Трактористы                  | Марьяна Бажан, трактористка, бригадир-орденоносец                   |
| 1940 | ф   | Любимая девушка              | Варя Лугина                                                         |
| 1941 | ф   | Свинарка и пастух            | Глаша Новикова, знатная свинарка из Вологодской области             |
| 1942 | ф   | Антоша Рыбкин                | Лариса Семёновна, актриса                                           |
| 1942 | ф   | Секретарь райкома            | связистка Наташа                                                    |
| 1944 | ф   | В 6 часов вечера после войны | Варя Панкова                                                        |
| 1947 | ф   | Сказание о земле Сибирской   | Наташа Малинина, певица                                             |
| 1949 | ф   | Кубанские казаки             | Галина Ермолаевна Пересветова, председатель колхоза «Заветы Ильича» |
| 1951 | ф   | Тарас Шевченко               | графиня Потоцкая                                                    |
| 1954 | ф   | Испытание верности           | Ольга Егоровна Калмыкова                                            |
| 1963 | док | Мелодии Дунаевского          | камео                                                               |
| 1965 | ф   | Люди остаются людьми         | Имя персонажа не указано                                            |

## Звания и награды
Государственные награды:
- орден Трудового Красного Знамени (23 марта 1938)[4] — в связи с выпуском выдающихся кинофильмов, получивших единодушное одобрение зрителей, «Ленин в Октябре», «Петр I-ый» и колхозный фильм «Богатая невеста»
- Заслуженная артистка РСФСР (17 апреля 1944)
- Народная артистка СССР (6 марта 1950)[9]
- Сталинская премия первой степени (1941) — за роль Марьяны Бажан в фильме «Трактористы» (1939)[4]
- Сталинская премия второй степени (1942) — за роль Глаши Новиковой в фильме «Свинарка и пастух» (1941)[4][14]
- Сталинская премия второй степени (1946) — за роль Вари Панковой в фильме «В 6 часов вечера после войны» (1944)[4]
- Сталинская премия первой степени (1948) — за роль Наташи Малининой в фильме «Сказание о земле Сибирской» (1947)[4][15]
- Сталинская премия второй степени (1951) — за роль Галины Ермолаевны Пересветовой в фильме «Кубанские казаки» (1949)[4]
- Медаль «За доблестный труд в Великой Отечественной войне 1941—1945 гг.»
- Медаль «За освоение целинных земель» (20 октября 1956)[4]
- Медаль «В ознаменование 100-летия со дня рождения Владимира Ильича Ленина» (1970)[4]
- орден Дружбы народов (6 июля 1983) — за заслуги в развитии и пропаганде советского киноискусства[4][16]
- Медаль «В память 800-летия Москвы»
- орден Почёта (11 июня 1998) — за большие заслуги в области киноискусства[4][17]

Другие награды, премии, поощрения и общественное признание:
- Нагрудный знак «Отличник кинематографии СССР» (26 апреля 1968)[4]
- I МКФ славянских и православных народов «Золотой Витязь» (1992, Приз «За выдающийся вклад в славянский кинематограф»)
- Приз «Созвездие» — за выдающийся вклад в профессию (1994)
- Благодарность президента Российской Федерации (25 декабря 1995) — в связи со 100-летием мирового и российского кинематографа за заслуги перед государством и большой вклад в отечественную культуру[18]
- Кинопремия «Ника» в номинации «Честь и достоинство» (1997)
- Специальный приз Дома Ханжонкова «Любовь поколений» (1999)
- Специальный приз президента Российской Федерации «За выдающийся вклад в развитие российского кино» за 2001 год (30 мая 2002)[19]

## Память
- С 2011 года в г. Назарово Красноярского края ежегодно проводится кинофорум отечественных фильмов им. М. А. Ладыниной[20][21].
- В 2012 году был открыт памятник М. А. Ладыниной в г. Назарово, который стал единственным в России[12][22].

- Документальный фильм С. Урсуляка «Пёстрая лента. Марина Ладынина. Барышня-крестьянка» (2005)
- Марина Ладынина (из цикла передач телеканала «ДТВ» «Как уходили кумиры») (2006)
- «Марина Ладынина. „От страсти до ненависти“» («Первый канал», 2007)[23][24]
- «Марина Ладынина. »Мой серебряный шар"" («Культура», 2008)[25]
- «Марина Ладынина. „Острова“» («Культура», 2008)[26]
- «Марина Ладынина. »Легенды мирового кино"" («Культура», 2010)[27]
- «Марина Ладынина. „Кинозвезда между серпом и молотом“» («Культура», 2013)[28]
- «Марина Ладынина. „Последний день“» («Звезда», 2018)[29]
- «Марина Ладынина и Иван Пырьев. „Раскрывая тайны звёзд“» («Москва 24», 2015)[30]
- «Марина Ладынина. „Звёзды советского экрана“» («Москва 24», 2019)[31]
- «Марина Ладынина. Цена любви. „Раскрывая мистические тайны“» («Москва 24», 2020)[32]
- «Марина Ладынина. „В плену измен“» («ТВ Центр», 2020)[33]
- «Марина Ладынина. „Легенды кино“» («Звезда», 2021)[34]